# Róth Mária
Róth Mária (1953.) magyar ejtőernyős sportoló.

## Életpálya
1970-ben jelentkezett. 1973-ban válogatott kerettag lett, elérve az 500 ugrást.

## Sportegyesületei
- Csepeli Repülő Klub (1970-1982)
- Baranya Megyei Repülő és Ejtőernyős Klub (1983-1990)

## Sporteredmények

### Világbajnokság
- XIII. Ejtőernyős Világbajnokságra 1976. szeptember 10. valamint szeptember 26. között Olaszországban, Rómában a Guidonai repülőtéren került sor, ahol a női válogatott további tagjai: Pintérné Boros Erzsébet, Szatmári Irén, Százi Rita és Czenki Ildikó.
- XIV. Ejtőernyős Világbajnokságra 1978. augusztus 26. és szeptember 6. között került sor Jugoszláviában, Zágrábban. A női válogatott további tagjai Szatmári Irén, Pákozd Mariann, Labancz Anna és Papp Zsuzsanna.
- XV. Ejtőernyős Világbajnokságra 1980. augusztus 15. illetve augusztus 28. között Bulgáriában, Kazanlak városában került sor, ahol magyar női válogatott további tagjai: Pákozd Mariann, Tóthné Papp Zsuzsanna, Szatmári Irén.
- XVI. Ejtőernyős Világbajnokságra Csehszlovákiában került sor 1982. augusztus 6. - augusztus 20. között, ahol a női válogatott további tagjai: Szatmári Irén, Papp Zsuzsanna, Mózsik Csilla és Pákozd Mariann.
  - 800 méteres egyéni célba ugrás 5. helyezett lett,
  - 1000 méteres csoportos célba ugrás a női válogatott 4. helyezést ért el,
- XVII. Ejtőernyős Világbajnokságot Franciaországban rendezték meg 1984. augusztus 29. - szeptember 9. között. A Nő válogatott további tagjai: Pákozd Mariann, Ozsechovszky Márta és Papp Zsuzsanna voltak.
  - csoportos célba ugrásban a csapat 4. lett a válogatott,
  - a női összetett csapatverseny 6. helyezettje a válogatott,

### Magyar bajnokság
- XVIII. Ejtőernyős Nemzeti Bajnokság megrendezésére 1975. augusztus 23. - augusztus 28. között került sor Gödöllőn. 
  - 700 méteres egyéni célba ugrás országos bajnoka,
  - 2000 méteres stílusugrás aranyérmes,
  - az egyéni összetett női győztese,
- XIX. Magyar Ejtőernyős Nemzeti Bajnokságot 1977. augusztus 23. és augusztus 28. között Gödöllőn tartották meg.
  - 700 méteres egyéni célba ugrás országos bajnok,
  - 2000 méteres stílusugrás aranyérmese,
  - az egyéni összetett női győztese,
- XX. Magyar Ejtőernyős Nemzeti Bajnokságra 1979. augusztus 6. - augusztus 12. között került sor Gödöllőn. 
  - 800 méteres egyéni célba ugrás ezüstérmese
  - 2000 méteres stílusugrás aranyérmese
  - az egyéni összetett női ezüstérmese,
- XXI. Magyar Ejtőernyős Nemzeti Bajnokság megrendezésére 1981. október 17. - október 25. között került sor Békéscsabán.
  - 600 méteres egyéni célba ugrás országos bajnoka,
  - az egyéni összetett női ezüstérmese,
- XXII. Magyar Ejtőernyős Nemzeti Bajnokságra 1983. július 29. - augusztus 5. között került sor a Győr–Pér repülőtéren. 
  - 1000 méteres egyéni célba ugrás országos bajnoka
  - az egyéni összetett női bronzérmese,

A XXIV. Magyar Ejtőernyős Nemzeti Bajnokságra 1986. július 21. - július 27. között került sor Gödöllőn. 
- - 1000 méteres egyéni célba ugrás aranyérmese
  - 1000 méteres csapat célba ugrás második helyezettje a HKF SE II. csapata [Papp Zsuzsanna, Nagy, Mészárovics, Méhész),
  - egyéni összetett verseny ezüstérem
- XXV. Magyar Ejtőernyős Nemzeti Bajnokságot 1978. augusztus 3. - augusztus 9. között tartották meg Gödöllőn.
  - 1100 méteres női egyéni célba ugrás országos bajnoka,
  - 2000 méteres stílusugrás bronzérmese,
  - egyéni összetett verseny ezüstérmese,
- XXVI. Magyar Ejtőernyős Nemzeti Bajnokságot 1988. október 5. - október 11. között rendezték meg Gödöllőn.
  - 1000 méteres célba ugrás országos bajnoka.